# Campionatul Mondial de Scrimă din 2002
Campionatul Mondial de Scrimă din 2002 s-a desfășurat în perioada 18–23 august la Lisabona în Portugalia.

## Prezentare generală
Lisabona a obținut dreptul de a organiza campionatul. Evenimentul a fost planificat să se desfășoare în perioada 12 august-18 august, dar a fost schimbate datele pentru o săptămână mai târziu, la cererea principalului sponsor și a posturilor de televiziune care se temeau de cifrele slabe ale audienței.
84 de țări - un record la momentul respectiv - au participat la campionat. Concursul a văzut dominarea clară a Rusiei, care a luat nouă medalii, inclusiv șase de aur. Stanislav Pozdniakov și Svetlana Boiko au obținut dubla medalie de aur, respectiv proba sabie masculin și proba floreta femenin. Svetlana Boiko a împărțit podiumul cu coechipiera sa Yekaterina Yusheva, care în sferturile de finală a pus capăt seriei de medalii de aur a  Valentinei Vezzali în 1999, 2000 și 2001. Pavel Kolobkov a câștigat o medalie de aur, proba spadă individual masculin, la opt ani după ultimul său titlu major și cu o pregătire foarte limitată: atunci a lucrat ca antrenor în Boston și a participat rar la evenimentele Cupei Mondiale de Scrimă. Rusia a dominat, de asemenea, echipa femenină proba sabie, depășind Ungaria în finală. În mod ironic, aceste două țări au fost împotriva introducerii probei sabie femenin la Jocurile Olimpice.
Campionatul de la Lisabona a fost o dezamăgire pentru Franța, care de la 10 medalii obținute  la Campionatul Mondial de Srimă, 2001, Nîmes, Franța, a scăzut până la cinci. Pregătirea franceză pentru campionat a fost afectată de un conflict personal între Philippe Omnès, directorul Fedreației Franceze de Scrimă și Christian Bauer, antrenor național de sabie, precum și testul pozitiv de droguri a Laurei Flessel-Colovic cu câteva zile înainte de competiție. Franța a câștigat doar o singură medalie de aur la echipa de bărbați, câștigată împotriva Rusiei.
România a obținut trei medalii de bronz: una în proba floreta femenin, prima medalie a Laurei Badea după revenirea ei din concediul de maternitate, una în proba sabie masculin pentru campionul olimpic Mihai Covaliu și una pentru Ana Maria Brânză în vârstă de 17 ani. Principala surprindere a fost totuși creșterea puterii asiatice: Hyun Hee din Coreea a învins succesiv pe favoritele Laura Flessel și Imke Duplitzer pentru a câștiga medalia de aur, în timp ce Tan Xue pretendea la titlu după întrevederile anterioare cu Anne-Lise Touya și Elena Jemayeva.

## Rezultate

### Masculin
| Probă                 | Aur                                                                           | Argint                                                              | Bronz                                                                             |
| Spadă la individual   | Pavel Kolobkov (RUS)                                                          | Fabrice Jeannet (FRA)                                               | Ku Kyo-Dong (KOR) · Vitali Zaharov (BLR)                                          |
| Spadă pe echipe       | Franța Benoît Janvier Fabrice Jeannet Jean-Michel Lucenay Hugues Obry         | Rusia Pavel Kolobkov Sergei Kocetkov Aleksei Selin Viaceslav Selin  | Coreea de Sud Gu Gyo-Dong Kim Jeong-Gwan Lee Sang-Yeop Yang Roy-Sung              |
| Floretă la individual | Simone Vanni (ITA)                                                            | André Weßels (GER)                                                  | Piotr Kielpikowski (POL) · Wu Hanxiong (CHN)                                      |
| Floretă pe echipe     | Germania Ralf Bißdorf Dominik Behr André Weßels Lars Schache                  | Franța Brice Guyart Loïc Attely Jean-Noël Ferrari Franck Boidin     | Spania Javier Menéndez Luis Caplliure José Francisco Guerra Javier García Delgado |
| Sabie la individual   | Stanislav Pozdniakov (RUS)                                                    | Julien Pillet (FRA)                                                 | Mihai Covaliu (ROU) · Luigi Tarantino (ITA)                                       |
| Sabie pe echipe       | Rusia Aleksei Diacenko Aleksei Iakimenko Stanislav Pozdniakov Serghei Șarikov | Italia Giampiero Pastore Giacomo Guidi Aldo Montano Luigi Tarantino | Germania Dennis Bauer Michael Herm Harald Stehr Alexander Weber                   |

### Feminin
| Probă                 | Aur                                                                  | Argint                                                                            | Bronz                                                                 |
| Spadă la individual   | Hyun Hee (KOR)                                                       | Imke Duplitzer (GER)                                                              | Ana Maria Brânză (ROU) · Britta Heidemann (GER)                       |
| Spadă pe echipe       | Ungaria Hajnalka Kiraly Tímea Nagy Hajnalka Tóth                     | Estonia Maarika Võsu Irina Embrich Olga Aleksejeva Heidi Rohi                     | China Luo Xiaojuan Li Na Shen Weiwei Zhong Weiping                    |
| Floretă la individual | Svetlana Boiko (RUS)                                                 | Ekaterina Iușeva (RUS)                                                            | Edina Knapek (HUN) · Aida Mohamed (HUN)                               |
| Floretă pe echipe     | Rusia Svetlana Boiko Ekaterina Iușeva Iulia Hakimova Olga Lobînceva  | Polonia Sylwia Gruchała Magdalena Mroczkiewicz Anna Rybicka Małgorzata Wojtkowiak | România · Laura Badea · Roxana Scarlat · Cristina Stahl · Reka Szabo  |
| Sabie la individual   | Tan Xue (CHN)                                                        | Elena Jemaeva (AZE)                                                               | Elena Neceaeva (RUS) · Cécile Argiolas (FRA)                          |
| Sabie pe echipe       | Rusia Elena Neceaeva Margarita Jukova Irina Bajenova Natalia Makeeva | Ungaria Edina Csaba Orsolya Nagy Annamaria Nagy Gabriella Sznopek                 | Azerbaidjan Elena Amirova Elena Jemaeva Anjela Volkova Ianna Siukaeva |

## Clasament pe medalii
| Loc | Țară          | Aur | Argint | Bronz | Total |
| --- | ------------- | --- | ------ | ----- | ----- |
| 1   | Rusia         | 6   | 2      | 1     | 9     |
| 2   | Franța        | 1   | 3      | 1     | 5     |
| 3   | Germania      | 1   | 2      | 2     | 5     |
| 4   | Ungaria       | 1   | 1      | 2     | 4     |
| 5   | Italia        | 1   | 1      | 1     | 3     |
| 6   | China         | 1   | 0      | 2     | 3     |
| 6   | Coreea de Sud | 1   | 0      | 2     | 3     |
| 8   | Azerbaidjan   | 0   | 1      | 1     | 2     |
| 9   | Polonia       | 0   | 1      | 1     | 2     |
| 10  | Estonia       | 0   | 1      | 0     | 1     |
| 11  | România       | 0   | 0      | 3     | 3     |
| 12  | Belarus       | 0   | 0      | 1     | 1     |
| 12  | Spania        | 0   | 0      | 1     | 1     |